# Marije Oosterhuis
Marije Oosterhuis (21 juni 1995) is paralympisch zwemmer, die uitkomt in de klassen S10 en SB9 SM10. Ze begon op haar zesde met zwemmen bij de Eemsrobben in Delfzijl. In 2008 werd op twaalfjarige leeftijd een vorm van kanker in haar been ontdekt, synovia sarcoom.
Op het EK in 2011 behaalde ze brons op de 100m rugslag. In 2012 deed ze mee aan de Paralympische Spelen in Londen op de 100 meter rugslag en de 50m en 400m vrije slag. 
Oosterhuis volgt een opleiding aan het Johan Cruyff College in Groningen.